# Ivan Yershov
Bản mẫu:Eastern Slavic name
Ivan Ivanovich Yershov (tiếng Nga: Иван Иванович Ершов; sinh ngày 22 tháng 5 năm 1979) là một cầu thủ bóng đá người Nga. Anh thi đấu cho FC Pskov-747.

## Sự nghiệp câu lạc bộ
Anh có màn ra mắt tại Giải bóng đá ngoại hạng Nga năm 2001 cho FC Chernomorets Novorossiysk. Anh thi đấu 2 trận tại Cúp UEFA 2001–02 cùng với FC Chernomorets Novorossiysk.